# Niall Matter
Pour les articles homonymes, voir Matter.
Niall Matter est un acteur canadien, né le 20 octobre 1980 à Edmonton (Alberta, Canada).
Il est connu pour avoir joué dans la série télévisée Eureka (2007-2012).

## Biographie

### Jeunesse
Né à Edmonton, en Alberta, le 20 octobre 1980, Niall Matter a travaillé pendant huit ans sur les plateformes pétrolières, pour financer ses études à Vancouver Film School.

### Carrière
En 1999, il est nommé « Meilleur acteur » aux Championnats provinciaux de l'Alberta dramatique pour son interprétation de Groucho Marx dans Une nuit à l'Ukraine.
En 2007, il rejoint la distribution de la série télévisée américaine Eureka où il interprète le rôle de Zane Donovan, un génie des sciences. Il fait sa première apparition dans l'épisode 8 de la deuxième saison.
En 2012, il joue le rôle de Greg dans la série 90210 Beverly Hills : Nouvelle Génération pour quelques épisodes de la quatrième saison. La même année, il obtient le rôle principal de la série Les Portes du temps : Un nouveau monde, jouant Evan Cross, qui sera annulée après une saison.

## Filmographie

### Cinéma

#### Longs métrages
- 2008 : Docteur Dolittle 4 (Dr. Dolittle: Tail to the Chief) de Craig Shapiro : Cole Fletcher
- 2009 : Watchmen : Les Gardiens (Watchmen) de Zack Snyder : Byron Lewis / The Mothman
- 2011 : Exley de Larry Kent : George Wilson
- 2014 : Ally Was Screaming de Jeremy Thomas : Andrew
- 2016 : Chokeslam de Robert Cuffley : Tab Hennessy
- 2016 : Snowcapped Christmas de Christie Will Wolf et Christie Will : Luke
- 2018 : The Predator de Shane Black : Sapir

Prochainement
- 2020 : Motel 13 de Michael Schaar-Ney : Tom Myers (en préproduction)

#### Courts métrages
- 2009 : Sous le masque (Under the Hood) d'Eric Matthies : Byron Lewis / The Mothman
- 2010 : Dawna de Michael Chase : Pimp

### Télévision

#### Téléfilms
- 2008 : La Terreur du Loch Ness (Beyond Loch Ness) de Paul Ziller : Josh Riley
- 2008 : Le Bijou maudit (Summer House) de Jean-Claude Lord : Peter Hughes
- 2014 : Une dangereuse élève (Honor Student) de Penelope Buitenhuis : Nicholas Howarth
- 2015 : Guilt by Association de ? : lieutenant Graden Hales
- 2016 : Arrêtez ce mariage ! (Stop the Wedding) d'Anne Wheeler : Clay Castleberry
- 2016 : Un papa pour Noël (Finding Father Christmas) de Terry Ingram : Ian McAndrick
- 2017 : Des révélations pour Noël (Engaging Father Christmas) de David Winning : Ian McAndrick
- 2018 : Coup de foudre glacé (Frozen in Love) de Scott Smith : Adam Clayborn
- 2018 : Coup de foudre à la première danse (Love at First Dance) de Mark Jean : Eric
- 2018 : Aurora Teagarden : Cache-cache mortel (Aurora Teagarden Mysteries: The Disappearing Game) de Terry Ingram : Nick Miller
- 2018 : Un mariage sous les flocons (Marrying Father Christmas) de David Winning : Ian McAndrick
- 2018 : Le Courrier de Noël (Christmas Pen Pals) de Siobhan Devine : Sam Watson
- 2019 : Aurora Teagarden : Mystères en série (Aurora Teagarden Mysteries: A Game of Cat and Mouse) de Mark Jean : Nick Miller
- 2019 : Aurora Teagarden : La Fortune empoisonée (Aurora Teagarden Mysteries: An Inheritance to Die For) de Michael Robison : Nick Miller
- 2019 : Aurora Teagarden Mysteries: A Very Foul Play de Martin Wood : Nick Miller
- 2019 : Country at Heart de Bradley Walsh : Grady
- 2019 : Christmas at Dollywood : Luke Hakman

#### Séries télévisées
- 2007 : The Best Years : Trent Hamilton (13 épisodes)
- 2007-2008 : Stargate Atlantis : le lieutenant Kemp (saison 4, épisodes 6 et 11)
- 2007-2012 : Eureka : Zane Donovan (49 épisodes)
- 2008 Fear Itself : Les Maîtres de la peur (Fear Itself) : Eddie (saison 1, épisode 6)
- 2009 : Warehouse 13 : Gary Whitman (saison 1, épisode 9)
- 2009 : Mistresses : Sam Hollister (pilote de série annulée)
- 2009-2010 : Melrose Place : Nouvelle Génération (Melrose Place) : Rick Paxton (3 épisodes)
- 2011-2012 : 90210 Beverly Hills : Nouvelle Génération (90210) : Greg Davis (5 épisodes)
- 2012-2013 : Les Portes du temps : Un nouveau monde (Primeval: New World) : Evan Cross (13 épisodes)
- 2013 : Motive : Damian Cutter / Calvin Higgs (saison 2, épisode 3)
- 2014 : Arctic Air : Tag Cummins (7 épisodes)
- 2014 : The Lottery (en) : Matt Wilder
- 2014 : Constantine : Daryl (saison 1, épisode 6)
- 2015 : Rizzoli and Isles : inspecteur Mike Guthrie (saison 5, épisode 16)
- 2015 : Remedy : Peter Cutler (10 épisodes)
- 2016 : Girlfriends' Guide to Divorce : Joaquin (2 épisodes)
- 2017 : Le cœur a ses raisons : Shane Cantrell (5 épisodes)
- 2017 : iZombie : Sage (saison 3, épisode 6)
- 2017 : Good Doctor : Mark Allen (saison 1, épisode 4)
- 2017 : Supernatural : Buddy (saison 13, épisode 4)
- 2018 : Take Two, enquêtes en duo (Take Two) : Hugh Garlin (saison 1, épisode 5)

## Voix francophones
En version française, Cédric Dumond est la voix la plus régulière de Niall Matter. Jean-Philippe Puymartin l'a également doublé à trois reprises.
En version française
- Cédric Dumond[1] dans 
  - Eureka (série télévisée)
  - Docteur Dolittle 4
  - Warehouse 13 (série télévisée)
  - 90210 Beverly Hills : Nouvelle Génération (série télévisée)
  - Les Portes du temps : Un nouveau monde (série télévisée)
  - Une dangereuse élève (téléfilm)
  - Remedy (série télévisée)

- Jean-Philippe Puymartin[1] dans : 
  - Arrêtez ce mariage ! (téléfilm)
  - Des révélations pour Noël (téléfilm)
  - Un mariage sous les flocons (téléfilm)

et aussi
- Vincent Ropion dans Melrose Place : Nouvelle Génération[1] (série télévisée)
- Mathieu Buscatto dans iZombie[1] (série télévisée)
- Guillaume Bourboulon dans Take Two, enquêtes en duo[1] (série télévisée)
- Hugolin Chevrette-Landesque dans Coup de foudre à la première danse[2],[3] (téléfilm)
- Jim Redler dans The Predator[1]
- Alexis Victor dans Le Courrier de Noël[1] (téléfilm)

En version québécoise
- Hugolin Chevrette-Landesque dans :
  - Coup de foudre glacé (téléfilm)
  - Coup de foudre à la première danse[3] (téléfilm)
  - Aurora Teagarden : Cache-cache mortel (téléfilm)
  - Aurora Teagarden : Mystères en série (téléfilm)